# 総社市立総社小学校
総社市立総社小学校（そうじゃしりつ そうじゃしょうがっこう）は、岡山県総社市総社3丁目にある市立小学校。全校児童数は2023年5月時点で857人に及び、常盤小学校の824人を上回って市内最大規模の小学校である。

## 学校教育目標
「未来に向かって かがやく子」
- やさしい子
- たくましい子
- すすんで学ぶ子

## 沿革
《主要な出典：》
- 1872年（明治05年） - 八田部村に啓蒙所が開設される[3]。
- 1873年（明治06年） - 学制施行と同時に村立小学校となり、校名を成章小学[4]とする（八田部・井手の両村の児童を収容）[3]。
- 1875年（明治08年）9月25日 - 八田部村・清水村・井手市場村・井手村・金井戸村が合併して総社村が発足。これに伴い総社小学を称するようになる。
- 1882年（明治15年） - 申義小学校と改称。
- 1884年（明治17年）8月13日 - 総社村が総社村（旧八田部村および清水村）、井手村（旧井手市場村および井手村）、金井戸村に分村する。
- 1889年（明治22年）6月1日 - 町村制の施行により、総社村と井手村が合併して村政施行し、総社村が発足。
- 1896年（明治29年）2月26日 - 総社村が町制施行して総社町（初代）が発足。総社町立申義尋常小学校[5]と改称。
- 1908年（明治41年）
  - 2月11日 - 総社町（初代）と浅尾村が合併し、新たに総社町が発足。
  - 9月1日 - 知新高等小学校[注釈 1]・浅尾尋常小学校[注釈 2]と合併して、総社町立総社尋常高等小学校が開設。同校の本校は岡山県吉備郡総社町大字総社に、分教場は大字井尻野に設置される[7]。
- 1941年（昭和16年）4月1日 - 国民学校令により、総社国民学校と改称[5][7]。
- 1947年（昭和22年）4月1日 - 学制改革により、総社町立総社小学校と改称[8]。
- 1954年（昭和29年）3月31日 - 市制施行により総社市（初代）が発足。総社市立総社小学校と改称。所在地の表記：総社市総社871番地[9][注釈 3]。
- 1965年（昭和40年）3月 - 北館（鉄筋3階建）完成。
- 1968年（昭和43年）8月 - 旧プール完成。
- 1971年（昭和46年）5月 - 東館・南館完成。
- 1976年（昭和51年）2月 - 管理棟(西館)完成。
- 1980年（昭和55年）4月 - 総社小学校学区の西部地域を分離して総社中央小学校が設置される（常盤小学校の学区の一部も統合）。
- 1981年（昭和56年）2月 - 総社中央小学校校舎が完成[10]して移転独立。
- 1982年（昭和57年） - 講堂取り壊し。
- 1983年（昭和58年） - 体育館完成。
- 1985年（昭和60年）
  - 4月 - 総社小学校から学区を分離して総社北小学校が設置される。
  - 7月 - 総社北小学校校舎が完成[10]して移転独立。
- 1989年（平成元年） - 中庭完成。
- 1999年（平成11年） - 新プール完成。
- 2019年（平成31年）1月 - 新校舎完成。
- 2020年（令和02年）5月 - 運動場完成。

## 通学区域が隣接している学校
- 総社市立総社東小学校
- 総社市立山手小学校
- 総社市立常盤小学校
- 総社市立総社中央小学校
- 総社市立総社北小学校
- 総社市立阿曽小学校

## 活動している少年団
- 総社Jrスポーツ少年団（野球）